# Augusto Agabiti
Augusto Agabiti (Pesaro, 7 gennaio 1879 – Roma, 5 ottobre 1918) è stato un teosofo italiano.

## Biografia

Il padre Francesco Agabiti

Nacque a Pesaro, primogenito di Francesco Agabiti, garibaldino che combatté a Bezzecca e a Mentana: una sorella di Augusto, Celestina Agabiti, sarà la madre del noto critico letterario Walter Binni. Augusto fece i primi studi nella città marchigiana e poi, trasferitosi con la famiglia a Roma nel 1897, vi si laureò in legge nel 1901 e s'impiegò presso la Camera dei deputati, dove lavorò prima nell'Ufficio di Segreteria, poi, dal gennaio 1905, in Biblioteca.
Nel 1904 pubblicò il saggio giuridico La sovranità della società. Le conoscenze nell'ambiente parlamentare, in particolare quella di Luigi Luzzatti - allora Presidente della Commissione di vigilanza sulla Biblioteca - gli permisero di sollecitare l'emanazione di leggi in sintonia con le sue idee umanitarie, come quella sulla limitazione della vivisezione degli animali e sull'alcolismo.
Nel clima culturale dei primi anni del secolo, nei quali era forte un'impronta spiritualistica, coltivò interessi teosofici: nel 1904 l'Agabiti incontrò Decio e Olga Calvari, cultori della teosofia della Blavatskij, e con loro fece parte della Società Teosofica, fondata ad Adyar da Henry Steel Olcott e da Annie Besant, dalla quale si allontanò nel 1910 per aderire alla Lega Teosofica Indipendente, fondata l'anno prima a Benares. Collaboratore dal 1907 della rivista «Ultra», ne fu anche il direttore dal 1914.
Se egli fu influenzato dal clima spiritualistico e tardo-romantico che pervase la cultura europea e italiana nel periodo a cavallo dei due secoli, mantenne però in sé principi progressivi che gli derivarono dall'educazione liberale e positivistica, rifiutando la deriva reazionaria in politica e decadente in letteratura: ne Il problema della vivisezione attaccò il dannunzianesimo come «il risultato attuale e necessario dei principi areligiosi, edonistici, di egoismo selvaggio professati da alcuni gruppi sociali di intellettuali decadenti, i quali pretendono di essere al di là del bene e del male».

La madre Celestina Agabiti

Consonante ai sentimenti tardo-romantici è l'interesse per il problema della morte: nella sua La tortura sepolcrale, il nostro pericolo più spaventoso, del 1913, indica l'orrore della conseguenza della morte apparente e dei rischi della sepoltura di una persona ancora viva; ma nella Umanità in solitudine del 1914, immaginava una umanità in armonia con gli altri esseri viventi e con la natura tutta e, dichiarandosi libero pensatore, rendeva omaggio all'antica scienziata Ipazia, vittima del fanatismo religioso, dedicandole una scheda biografica e un romanzo.
Nel 1914 si dichiarò favorevole all'intervento militare contro l'Austria-Ungheria, sviluppandone i motivi ne La salvezza di Europa e l'intervento italiano. Egli concepì quella guerra in uno spirito risorgimentale, pur mantenendo un alto rispetto per la Germania, da lui considerata la massima espressione moderna della cultura europea, criticando per altro il militarismo prussiano. Andò così al fronte, arruolato come ufficiale del Genio, partecipando alle numerose battaglie che si svolsero sull'Isonzo e svolgendo anche un'attività di propaganda in conferenze che egli raccolse nel libro Sulla fronte giulia, che fu pubblicato postumo nel 1919.
L'esperienza della guerra lasciò in lui una traccia profonda, mutando anche le sue originarie convinzioni politiche. Scriveva alla sorella Margherita: «Il mio avvicinamento ai partiti popolari, radicali, socialisti riformisti è dovuto ad un cumulo di ragioni [...] Necessita che i popoli siano d'ora innanzi interpellati nelle gravi questioni internazionali e che non si venda il sangue loro fra un ballo e l'altro da parte di principi senza coscienza e di diplomatici cinici, ignoranti ed egoisti. Necessita che da questa guerra sorgano non solo gli Stati uniti d'Europa ma gli Stati Uniti del mondo [...] Bisogna fare una politica preveggente e che persegua l'ideale del progresso morale ed economico dei popoli [...] I reazionari cercano in Italia, Francia, Inghilterra, di comprimere la libertà di pensiero [...] La guerra mi ha fatto convincere che, tolta una piccola minoranza, i conservatori avrebbero preferito la schiavitù piuttosto che battersi [...] Ora che andiamo verso la monarchia assoluta e che la guerra ha rivelato l'egoismo cieco dei ricchi e dei potenti e il disinteresse eroico e patriottico dei repubblicani, non esito un momento a scegliere la causa repubblicana e se occorrerà per preparare la federazione europea dovremo farlo anche a costo dell'abbattimento di tutte le monarchie».
Non ebbe però modo di mettere in atto i suoi propositi: mentre era a Roma in licenza, morì di influenza spagnola il 5 ottobre 1918.

## Scritti
- La raccolta del cardinale Fulvio Astalli delle Costituzioni del ducato di Urbino (1696): notizia storico-giuridica, Roma, 1903
- La sovranità della società, Roma, Ermanno Loescher 1904
- Efficacia del giudicato nelle questioni di Stato, Frascati, Stabilimento tipografico italiano 1904
- Libri politici recenti: appunti critici, Frascati, Stabilimento tipografico italiano 1904
- Libero esame e settarismo nella società teosofica, Milano, 1910
- Ipazia, la filosofa (370-415 d.C.): notizia storico-bibliografica, Milano 1910
- Il problema della vivisezione. Testi delle principali disposizioni legislative vigenti negli stati moderni, con prefazione di Romolo Murri, giudizi di Roberto Ardigò e altri, Roma, Enrico Voghera 1911
- Per la Tripolitania: la religione e la teosofia degli Arabi, Roma, Enrico Voghera 1912
- La tortura sepolcrale, il nostro pericolo più spaventoso, Roma, Enrico Voghera 1913
- L'Umanità in solitudine, Roma, Enrico Voghera 1914
- Ipazia, la prima martire della libertà di pensiero, Roma, Enrico Voghera 1914
- La salvezza d'Europa e l'intervento italiano, Napoli, Società Editrice Partenope 1915
- Sulla fronte giulia: note di taccuino 1915-1916-1917, Napoli, Società Editrice Partenope 1919